# Red Roses for Me
Red Roses for Me es el primer álbum del grupo The Pogues publicado en 1984. 
El título del álbum hace referencia a una obra de Red Roses for Me Sean O'Casey publicada en 1942 sobre sus experiencias durante una huelga en 1913.
Álbum de debut del grupo, con mezcla de música folk y punk. Aunque todavía se notan las carencias de como compositor aunque en los sucesivos discos se irá viendo esta madurez. Aunque tiene clásicos del grupo como Transmetropolitan o Streams of Whiskey.

## Listado de temas
El listado original publicado en el Reino Unido 
1. Transmetropolitan (MacGowan) - 4:17
2. The Battle of Brisbane (MacGowan) - 1:51
3. The Auld Triangle (Brendan Behan) - 4:21
4. Waxie's Dargle (Tradicional) - 1:54
5. Boys from the County Hell (MacGowan) - 2:57
6. Sea Shanty (MacGowan) - 2:26
7. Dark Streets of London (MacGowan) - 3:34
8. Streams of Whiskey (MacGowan) - 2:34
9. Poor Paddy (Tradicional) - 3:11
10. Dingle Regetta (Tradicional) - 2:53
11. Greenland Whale Fisheries (Tradicional) - 2:40
12. Down in the Ground Where the Dead Men Go (MacGowan) - 3:31
13. Kitty (Tradicional) - 4:24

### Pistas adicionales (2004)
1. The leaving of Liverpool (Tradicional)
2. Muirshin Durkin (Tradicional)
3. Repeal of the Licensing Laws (Stacy)
4. And the band played Waltzing Matilda (Eric Bogle)
5. Whiskey you're the Devil (Tradicional)
6. The Wild Rover (Tradicional)